# Saint-Clair (Tarn-et-Garonne)
Pour les articles homonymes, voir Saint-Clair.
Saint-Clair est une commune française située dans le nord-ouest du département de Tarn-et-Garonne, en région Occitanie. Sur le plan historique et culturel, la commune est dans le Quercy Blanc, correspondant à la partie méridionale du Quercy, devant son nom à ses calcaires lacustres du Tertiaire.
Exposée à un climat océanique altéré, elle est drainée par la Barguelonne, le ruisseau de Gasques et par divers autres petits cours d'eau. La commune possède un patrimoine naturel remarquable composé d'une zone naturelle d'intérêt écologique, faunistique et floristique.
Saint-Clair est une commune rurale qui compte 258 habitants en 2022, après avoir connu un pic de population de 636 habitants en 1806.  Elle fait partie de l'aire d'attraction de Valence. Ses habitants sont appelés les Saint-Clairois ou  Saint-Clairoises.

## Géographie

### Localisation
Commune située au nord-est de Valence sur le Gasques.

### Communes limitrophes
Les communes limitrophes sont  Castelsagrat, Gasques, Goudourville, Saint-Paul-d'Espis et Saint-Vincent-Lespinasse.
|              |                          | Castelsagrat       |
| Gasques      | Saint-Clair              |                    |
| Goudourville | Saint-Vincent-Lespinasse | Saint-Paul-d'Espis |

### Hydrographie

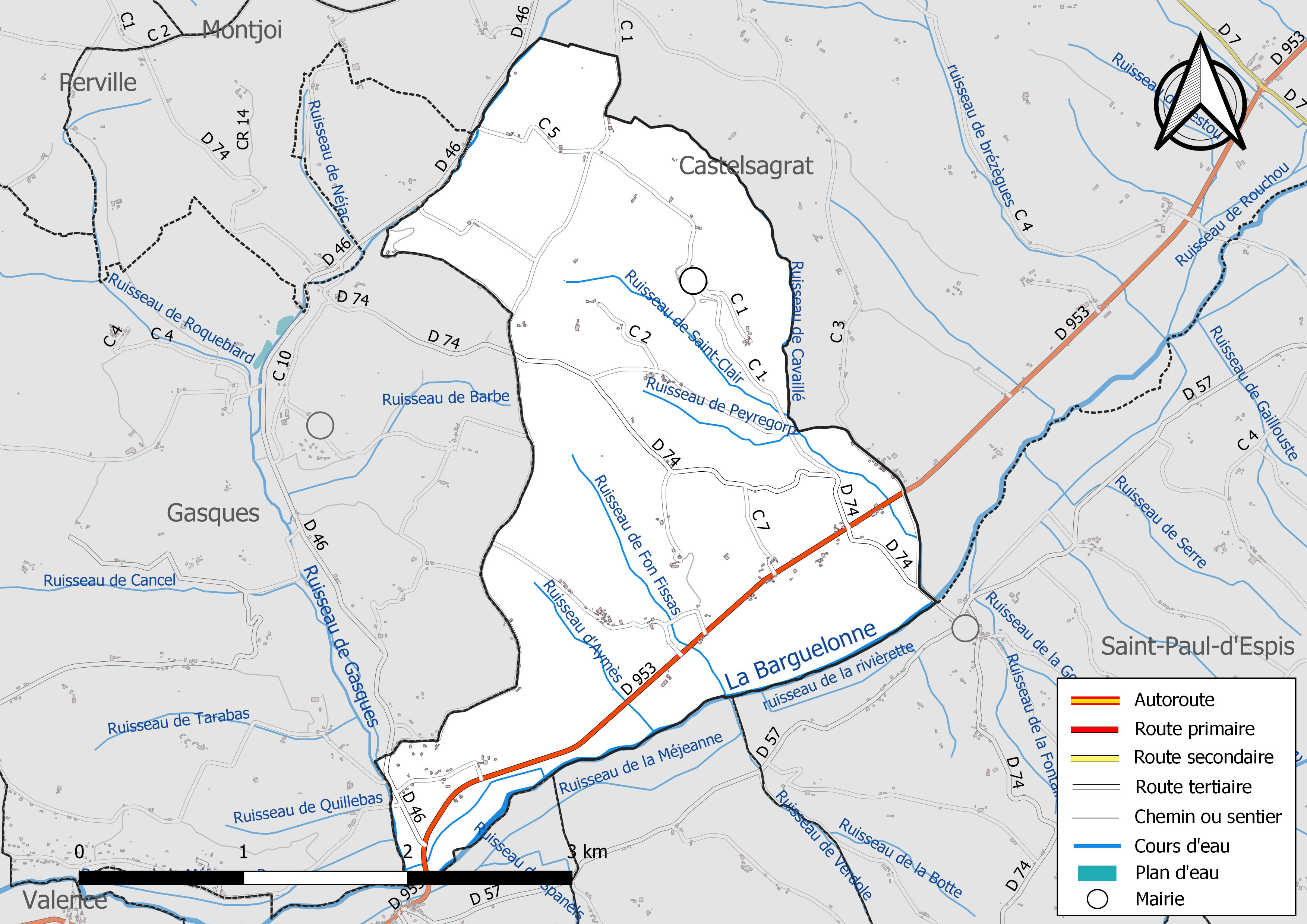
Réseaux hydrographique et routier de Saint-Clair.

La commune est dans le bassin versant de la Garonne, au sein du bassin hydrographique Adour-Garonne. Elle est drainée par la Barguelonne, le ruisseau de Gasques, le ruisseau d'Aymès, le ruisseau de Cavaillé, le ruisseau de Fon Fissas, le ruisseau de la rivièrette, le ruisseau de Peyregorp, le ruisseau de Saint-Clair et par un petit cours d'eau, constituant un réseau hydrographique de 13 km de longueur totale,.
La Barguelonne, d'une longueur totale de 61,1 km, prend sa source dans la commune de Lhospitalet et s'écoule du nord-est au sud-ouest. Elle longe la commune sur son flanc sud et se jette dans le canal de Golfech à Lamagistère, après avoir traversé 24 communes.

### Climat
Pour des articles plus généraux, voir Climat de l'Occitanie et Climat de Tarn-et-Garonne.
En 2010, le climat de la commune est de type climat du Bassin du Sud-Ouest, selon une étude du Centre national de la recherche scientifique s'appuyant sur une série de données couvrant la période 1971-2000. En 2020, Météo-France publie une typologie des climats de la France métropolitaine dans laquelle la commune est exposée à un climat océanique altéré et est dans la région climatique Aquitaine, Gascogne, caractérisée par une pluviométrie abondante au printemps, modérée en automne, un faible ensoleillement au printemps, un été chaud (19,5 °C), des vents faibles, des brouillards fréquents en automne et en hiver et des orages fréquents en été (15 à 20 jours).
Pour la période 1971-2000, la température annuelle moyenne est de 13,5 °C, avec une amplitude thermique annuelle de 15,9 °C. Le cumul annuel moyen de précipitations est de 803 mm, avec 10,4 jours de précipitations en janvier et 6,5 jours en juillet. Pour la période 1991-2020, la température moyenne annuelle observée sur la station météorologique de Météo-France la plus proche, « Valence », sur la commune de Valence à 7 km à vol d'oiseau, est de 14,3 °C et le cumul annuel moyen de précipitations est de 747,3 mm. 
La température maximale relevée sur cette station est de 43 °C, atteinte le 12 août 2003 ; la température minimale est de −13,7 °C, atteinte le 9 février 2012,,.
Les paramètres climatiques de la commune ont été estimés pour le milieu du siècle (2041-2070) selon différents scénarios d'émission de gaz à effet de serre à partir des nouvelles projections climatiques de référence DRIAS-2020. Ils sont consultables sur un site dédié publié par Météo-France en novembre 2022.

### Milieux naturels et biodiversité

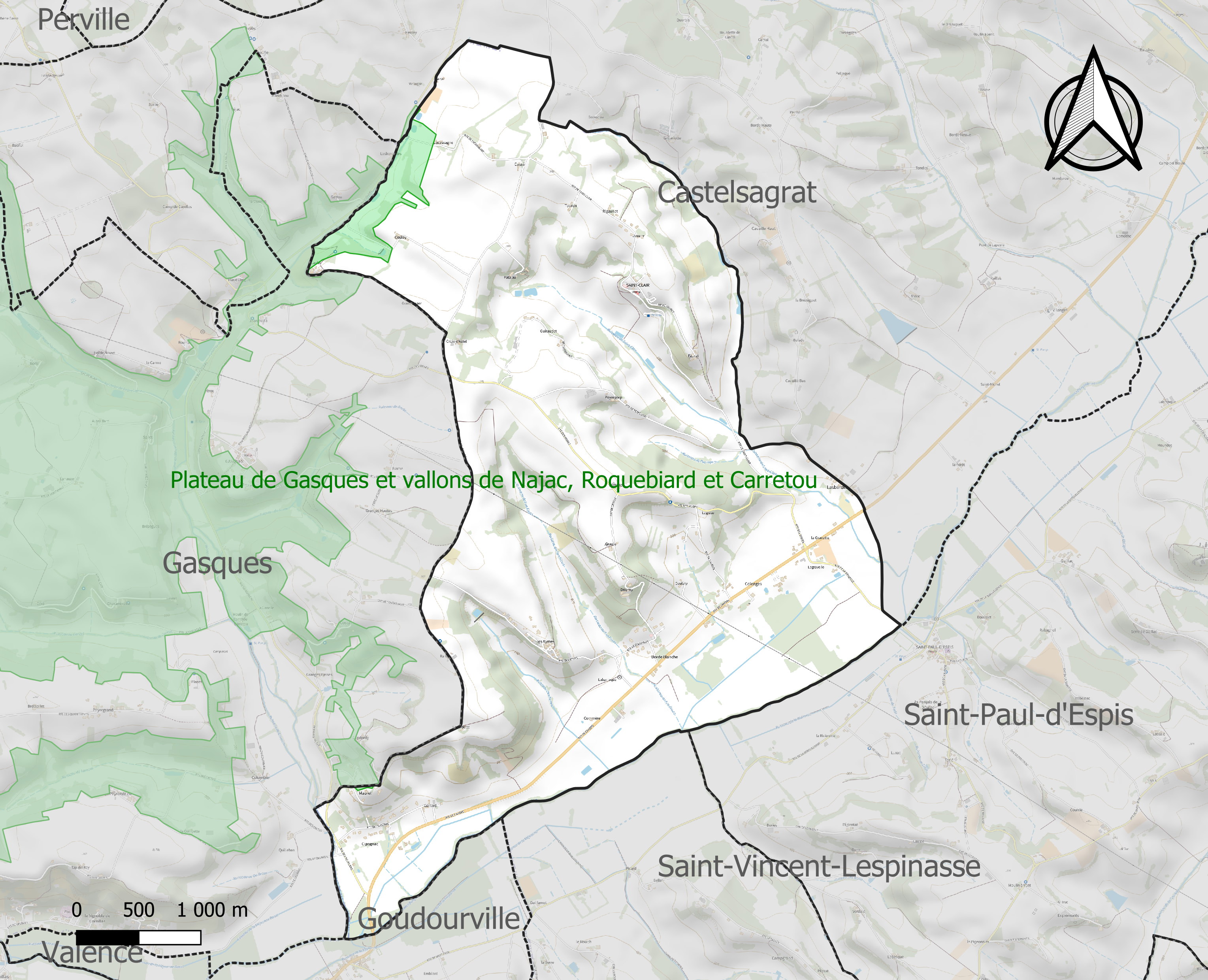
Carte de la ZNIEFF de type 1 localisée sur la commune.

L’inventaire des zones naturelles d'intérêt écologique, faunistique et floristique (ZNIEFF) a pour objectif de réaliser une couverture des zones les plus intéressantes sur le plan écologique, essentiellement dans la perspective d’améliorer la connaissance du patrimoine naturel national et de fournir aux différents décideurs un outil d’aide à la prise en compte de l’environnement dans l’aménagement du territoire.
Une ZNIEFF de type 1 est recensée sur la commune :
le « plateau de Gasques et vallons de Najac, Roquebiard et Carretou » (705 ha), couvrant 6 communes dont deux dans le Lot-et-Garonne et quatre dans le Tarn-et-Garonne.

## Urbanisme

### Typologie
Au 1er janvier 2024, Saint-Clair est catégorisée commune rurale à habitat très dispersé, selon la nouvelle grille communale de densité à sept niveaux définie par l'Insee en 2022.
Elle est située hors unité urbaine. Par ailleurs la commune fait partie de l'aire d'attraction de Valence, dont elle est une commune de la couronne,. Cette aire, qui regroupe 16 communes, est catégorisée dans les aires de moins de 50 000 habitants,.

### Occupation des sols

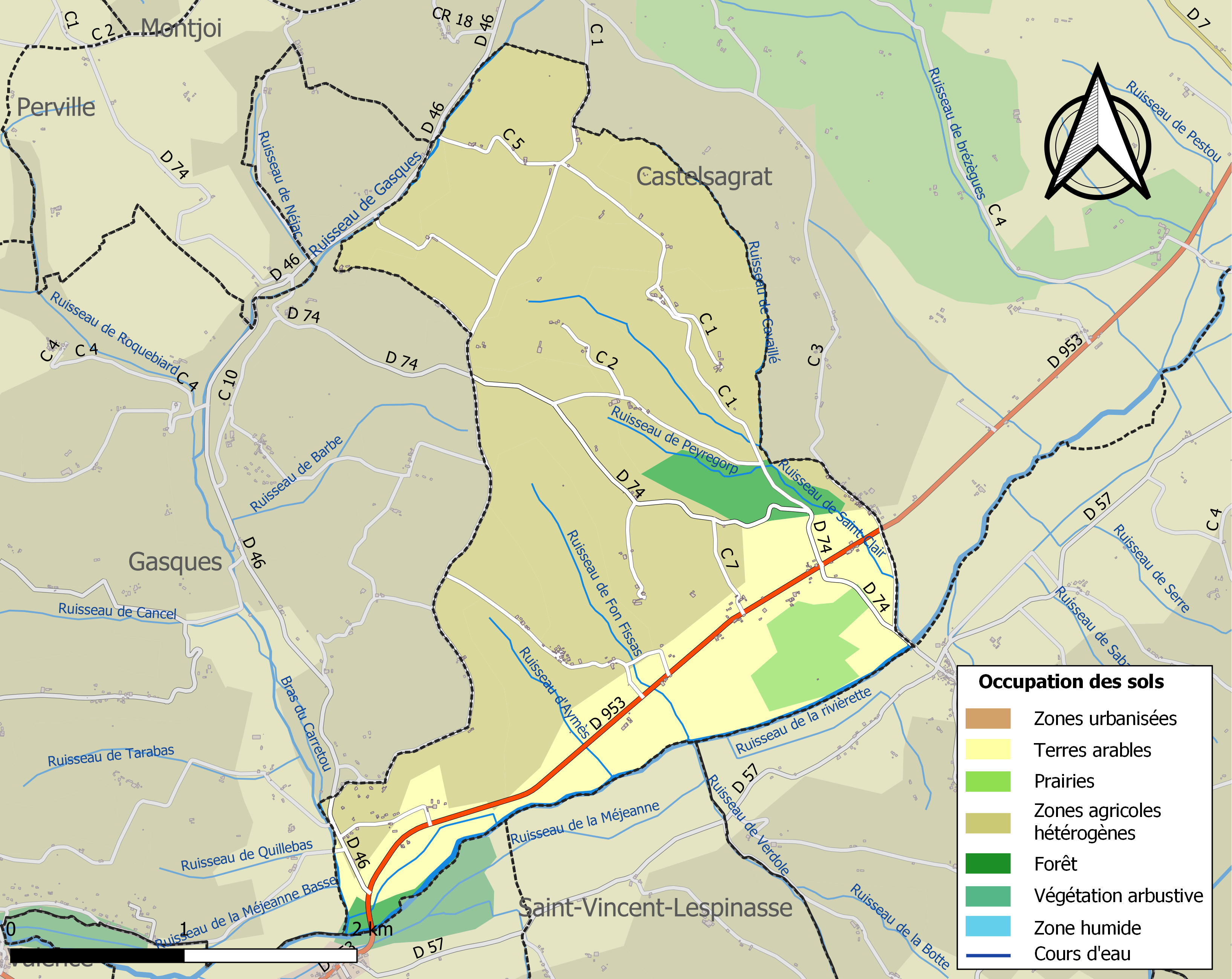
Carte des infrastructures et de l'occupation des sols de la commune en 2018 (CLC).

L'occupation des sols de la commune, telle qu'elle ressort de la base de données européenne d’occupation biophysique des sols Corine Land Cover (CLC), est marquée par l'importance des territoires agricoles (96 % en 2018), en augmentation par rapport à 1990 (93,1 %). La répartition détaillée en 2018 est la suivante : 
zones agricoles hétérogènes (72,3 %), terres arables (20,4 %), forêts (4 %), prairies (3,4 %). L'évolution de l’occupation des sols de la commune et de ses infrastructures peut être observée sur les différentes représentations cartographiques du territoire : la carte de Cassini (XVIIIe siècle), la carte d'état-major (1820-1866) et les cartes ou photos aériennes de l'IGN pour la période actuelle (1950 à aujourd'hui).

### Risques majeurs
Le territoire de la commune de Saint-Clair est vulnérable à différents aléas naturels : météorologiques (tempête, orage, neige, grand froid, canicule ou sécheresse), inondations, mouvements de terrains et séisme (sismicité très faible). Il est également exposé à deux risques technologiques,  le transport de matières dangereuses et le risque nucléaire. Un site publié par le BRGM permet d'évaluer simplement et rapidement les risques d'un bien localisé soit par son adresse soit par le numéro de sa parcelle.

#### Risques naturels
Certaines parties du territoire communal sont susceptibles d’être affectées par le risque d’inondation par débordement de cours d'eau, notamment la Barguelonne. La cartographie des zones inondables en ex-Midi-Pyrénées réalisée dans le cadre du XIe Contrat de plan État-région, visant à informer les citoyens et les décideurs sur le risque d’inondation, est accessible sur le site de la DREAL Occitanie. La commune a été reconnue en état de catastrophe naturelle au titre des dommages causés par les inondations et coulées de boue survenues en 1982, 1993, 1996 et 1999,.
Saint-Clair est exposée au risque de feu de forêt. Le département de Tarn-et-Garonne présentant toutefois globalement un niveau d’aléa moyen à faible très localisé, aucun Plan départemental de protection des forêts contre les risques d’incendie de forêt (PFCIF) n'a été élaboré. Le débroussaillement aux abords des maisons constitue l’une des meilleures protections pour les particuliers contre le feu,.

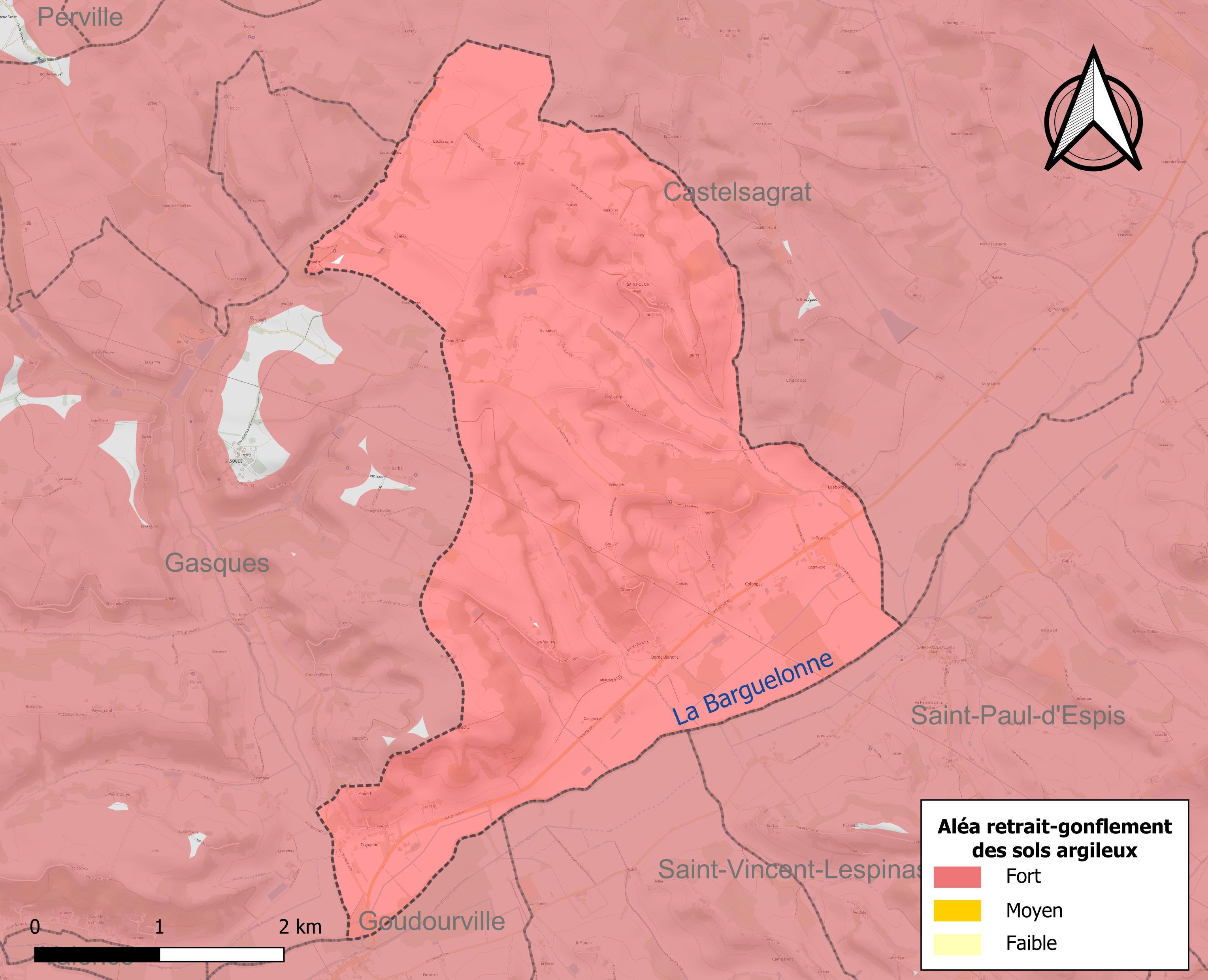
Carte des zones d'aléa retrait-gonflement des sols argileux de Saint-Clair.

Les mouvements de terrains susceptibles de se produire sur la commune sont des tassements différentiels.
Le retrait-gonflement des sols argileux est susceptible d'engendrer des dommages importants aux bâtiments en cas d’alternance de périodes de sécheresse et de pluie. La totalité de la commune est en aléa moyen ou fort (92 % au niveau départemental et 48,5 % au niveau national). Sur les 134 bâtiments dénombrés sur la commune en 2019, 134 sont en aléa moyen ou fort, soit 100 %, à comparer aux 96 % au niveau départemental et 54 % au niveau national. Une cartographie de l'exposition du territoire national au retrait gonflement des sols argileux est disponible sur le site du BRGM,.
Par ailleurs, afin de mieux appréhender le risque d’affaissement de terrain, l'inventaire national des cavités souterraines permet de localiser celles situées sur la commune.
Concernant les mouvements de terrains, la commune a été reconnue en état de catastrophe naturelle au titre des dommages causés par la sécheresse en 2003 et 2009 et par des mouvements de terrain en 1999.

#### Risques technologiques
Le risque de transport de matières dangereuses sur la commune est lié à sa traversée par des infrastructures routières ou ferroviaires importantes ou la présence d'une canalisation de transport d'hydrocarbures. Un accident se produisant sur de telles infrastructures est susceptible d’avoir des effets graves sur les biens, les personnes ou l'environnement, selon la nature du matériau transporté. Des dispositions d’urbanisme peuvent être préconisées en conséquence.
En cas d’accident grave, certaines installations nucléaires sont susceptibles de rejeter dans l’atmosphère de l’iode radioactif. La commune étant située dans le périmètre de sûreté de 20 km autour de la centrale nucléaire de Golfech, elle est exposée au risque nucléaire. En cas d'accident nucléaire, une alerte est donnée par différents médias (sirène, sms, radio, véhicules). Dès l'alerte, les personnes habitant dans le périmètre de 2 km se mettent à l'abri. Les personnes habitant dans le périmètre de 20 km peuvent être amenées, sur ordre du préfet, à évacuer et ingérer des comprimés d'iode,,.

## Politique et administration
| Période                                  | Période        | Identité           | Étiquette | Qualité |
| ---------------------------------------- | -------------- | ------------------ | --------- | ------- |
| 1977                                     | 2001           | Joseph Lecorre     |           |         |
| mars 2001                                | septembre 2020 | Louis Bouard       |           |         |
| novembre 2020                            | En cours       | Gérard Bongiovanni |           |         |
| Les données manquantes sont à compléter. |                |                    |           |         |

## Démographie
| 1793 | 1800 | 1806 | 1821 | 1831 | 1836 | 1841 | 1846 | 1851 |
| ---- | ---- | ---- | ---- | ---- | ---- | ---- | ---- | ---- |
| 200  | 165  | 636  | 415  | 387  | 391  | 413  | 360  | 359  |

| 1856 | 1861 | 1866 | 1872 | 1876 | 1881 | 1886 | 1891 | 1896 |
| ---- | ---- | ---- | ---- | ---- | ---- | ---- | ---- | ---- |
| 363  | 369  | 358  | 334  | 317  | 303  | 281  | 261  | 257  |

| 1901 | 1906 | 1911 | 1921 | 1926 | 1931 | 1936 | 1946 | 1954 |
| ---- | ---- | ---- | ---- | ---- | ---- | ---- | ---- | ---- |
| 250  | 243  | 225  | 184  | 212  | 212  | 226  | 215  | 225  |

| 1962 | 1968 | 1975 | 1982 | 1990 | 1999 | 2004 | 2006 | 2009 |
| ---- | ---- | ---- | ---- | ---- | ---- | ---- | ---- | ---- |
| 216  | 180  | 160  | 171  | 237  | 225  | 214  | 211  | 258  |

| 2014 | 2019 | 2022 | - | - | - | - | - | - |
| ---- | ---- | ---- | - | - | - | - | - | - |
| 274  | 264  | 258  | - | - | - | - | - | - |

## Économie

### Revenus
En 2018, la commune compte 110 ménages fiscaux, regroupant 258 personnes. La médiane du revenu disponible par unité de consommation est de 21 760 € (20 140 € dans le département).

### Emploi
|                | 2008  | 2013   | 2018   |
| -------------- | ----- | ------ | ------ |
| Commune        | 4,6 % | 3,8 %  | 4,8 %  |
| Département    | 8,4 % | 10,2 % | 10,3 % |
| France entière | 8,3 % | 10 %   | 10 %   |

En 2018, la population âgée de 15 à 64 ans s'élève à 170 personnes, parmi lesquelles on compte 75,4 % d'actifs (70,7 % ayant un emploi et 4,8 % de chômeurs) et 24,6 % d'inactifs,. Depuis 2008, le taux de chômage communal (au sens du recensement) des 15-64 ans est inférieur à celui de la France et du département.
La commune fait partie de la couronne de l'aire d'attraction de Valence, du fait qu'au moins 15 % des actifs travaillent dans le pôle,. Elle compte 13 emplois en 2018, contre 34 en 2013 et 30 en 2008. Le nombre d'actifs ayant un emploi résidant dans la commune est de 120, soit un indicateur de concentration d'emploi de 11 % et un taux d'activité parmi les 15 ans ou plus de 55 %.
Sur ces 120 actifs de 15 ans ou plus ayant un emploi, 7 travaillent dans la commune, soit 6 % des habitants. Pour se rendre au travail, 93,2 % des habitants utilisent un véhicule personnel ou de fonction à quatre roues, 3,4 % les transports en commun, 2,5 % s'y rendent en deux-roues, à vélo ou à pied et 0,8 % n'ont pas besoin de transport (travail au domicile).

### Activités hors agriculture
13 établissements sont implantés  à Saint-Clair au 31 décembre 2019.
Le secteur du commerce de gros et de détail, des transports, de l'hébergement et de la restauration est prépondérant sur la commune puisqu'il représente 30,8 % du nombre total d'établissements de la commune (4 sur les 13 entreprises implantées  à Saint-Clair), contre 29,7 % au niveau départemental.

### Agriculture
La commune est dans le « Bas-Quercy de Montpezat », une petite région agricole couvrant une bande nord  du département de Tarn-et-Garonne. En 2020, l'orientation technico-économique de l'agriculture  sur la commune est l'exploitation de grandes cultures (hors céréales et oléoprotéagineuses). 
|               | 1988 | 2000 | 2010 | 2020 |
| ------------- | ---- | ---- | ---- | ---- |
| Exploitations | 25   | 20   | 17   | 12   |
| SAU (ha)      | 577  | 574  | 442  | 437  |

Le nombre d'exploitations agricoles en activité et ayant leur siège dans la commune est passé de 25 lors du recensement agricole de 1988  à 20 en 2000 puis à 17 en 2010 et enfin à 12 en 2020, soit une baisse de 52 % en 32 ans. Le même mouvement est observé à l'échelle du département qui a perdu pendant cette période 57 % de ses exploitations,. La surface agricole utilisée sur la commune a également diminué, passant de 577 ha en 1988 à 437 ha en 2020. Parallèlement la surface agricole utilisée moyenne par exploitation a augmenté, passant de 23 à 36 ha.

## Culture locale et patrimoine

### Lieux et monuments
- Église Saint-Clair de Saint-Clair. L'édifice est référencé dans la base Mérimée et à l'Inventaire général Région Occitanie[34]. Plusieurs objets sont référencés dans la base Palissy (voir les notices liées)[34].
- Église Sainte-Marie-Madeleine de Colonges. L'édifice est référencé dans la base Mérimée et à l'Inventaire général Région Occitanie[35].

### Personnalités liées à la commune
Jusqu'à il y a quelques années, sur le territoire de la commune habitait le marquis de Raffin dans la propriété dominant la route. D'ailleurs, dans le petit cimetière situé juste en dessous de cette propriété, quelques habitants de Dourny y sont enterrés. Après sa mort, la maison a été rachetée par une New Yorkaise qui y vit toujours.

### Héraldique
| Blason de Saint-Clair | Blason  | Écartelé au 1) de gueules à la crosse épiscopale d’or, au 2) d’azur à la fasce ondée d’argent, au 3) de sinople aux trois épis posés en pal et en sautoir liés d’or, au quatrième de gueules au vase à parfum d’or. |
| Blason de Saint-Clair | Détails | Le statut officiel du blason reste à déterminer. |

## Pour approfondir